# Saint-Caprais-de-Lerm
Saint-Caprais-de-Lerm é uma comuna francesa na região administrativa da Nova Aquitânia, no departamento Lot-et-Garonne. Estende-se por uma área de 13,7 km². Em 2010 a comuna tinha 684 habitantes (densidade: 49,9 hab./km²).